# 1239
Високе Середньовіччя •  Золота доба ісламу •  Реконкіста •  Хрестові походи •  Київська Русь •  Монгольська імперія

## Геополітична ситуація
На території колишньої Візантійської імперії існує кілька держав. Фрідріх II Гогенштауфен є імператором Священної Римської імперії (до 1250). У Франції править Людовик IX (до 1270).
Апеннінський півострів розділений: північ належить Священній Римській імперії, середню частину займає Папська область, більша частина півдня належить Сицилійському королівству. Деякі міста півночі: Венеція, Піза, Генуя тощо, мають статус міст-республік, частина з яких об'єднана Ломбардською лігою.
Південь Піренейського півострова в руках у маврів. Північну частину півострова займають християнські Кастилія, Леон (Астурія, Галісія), Наварра, Арагонське королівство (Арагон, Барселона) та Португалія. Генріх III є королем Англії (до 1272), а королем Данії — Вальдемар II (до 1241).
У Києві став княжити Ростислав Мстиславич (до 1240), у Галичі — Данило Галицький (до 1264), на Волині — Василько Романович, у Володимирі-на-Клязмі — Ярослав Всеволодович. Володимиро-Суздальське, Чернігівське, Переяславське князівства захопили монголи. Новгородська республіка фактично відокремилася від Русі. У Польщі період роздробленості. На чолі королівства Угорщина стоїть Бела IV (до 1270).
В Єгипті, Сирії та Палестині править династія Аюбідів, невеликі території на Близькому Сході утримують хрестоносці. У Магрибі держава Альмохадів почала розпадатися. Сельджуки окупували Малу Азію. Монгольська імперія поділена між спадкоємцями Чингісхана. Північний Китай підкорений монголами, на півдні править династія Сун. Делійський султанат є наймогутнішою державою Північної Індії, а на півдні Індії домінує Чола. В Японії триває період Камакура.
Цивілізація мая переживає посткласичний період. Почала зароджуватися цивілізація ацтеків.

## Події
- Розорення монголо-татарами земель Переяславщини і Чернігівщини.
- Після того як Михайло Чернігівський поїхав у Польщу шукати підтримки проти монголів, київський престол зайняв смоленський князь Ростислав Мстиславич.
- Папа римський Григорій IX відлучив від церкви імператора Священної Риської імперії Фрідріха II.
- Григорій IX надав походу кастильського короля Фердинанда III на Мурсію статус хрестового походу.
- Фрідріх II продовжує наступ на міста Ломбардської ліги.
- Відбувся безуспішний хрестовий похід французьких баронів у Палестину.
- Війська монгольського полководця Чормагана окупували Вірменію.
- Монгольське завоювання Волзької Булгарії.

## Народились
- 17 червня — Едуард I Довгоногий, король Англії (1272—1307) з династії Плантагенетів; приєднав до Англії Уельс.
- Стефан V Арпад — король Угорщини